# Mururata (Coroico)
Mururata ist eine Ortschaft im Departamento La Paz im südamerikanischen Andenstaat Bolivien.

## Lage im Nahraum
Mururata ist zentraler Ort des Kanton Mururata im Municipio Coroico in der Provinz Nor Yungas. Die Gemeinde liegt auf einer Höhe von 1323 m oberhalb des Río Coroico, der flussabwärts in den Río Kaka mündet, einen Nebenfluss des Río Beni.

## Geographie
Mururata liegt am Ostrand der Cordillera Real in den bolivianischen Yungas, einer Übergangsregion zwischen dem Hochland der Anden (Altiplano) und dem tropischen Tiefland mit dem Amazonas-Regenwald. Das Klima ist ein typisches Tageszeitenklima, bei dem die mittleren Temperaturschwankungen im Tagesverlauf deutlicher ausfallen als im Jahresverlauf.
Die Jahresdurchschnittstemperatur der Ortschaft liegt bei etwa 22 °C (siehe Klimadiagramm Choro), die Monatsdurchschnittswerte schwanken zwischen 19 °C im Juni/Juli und 23 °C von Oktober bis März. Die durchschnittlichen Tageshöchsttemperaturen liegen ganzjährig zwischen 26 °C und 30 °C, die nächtlichen Tiefstwerte betragen im langjährigen Durchschnitt 11–12 °C im Juni/Juli und 18 °C im Dezember und Januar. Der durchschnittliche Jahresniederschlag beträgt 1300 mm, mit einer kurzen  Trockenzeit bei Monatswerten um 20 mm im Juni/Juli und Monatshöchstwerten von etwa 200 mm von Dezember bis Februar.

## Verkehrsnetz
Mururata liegt in einer Entfernung von 111 Straßenkilometern nordöstlich von La Paz, der Hauptstadt des gleichnamigen Departamentos.
Von La Paz aus führt die asphaltierte Nationalstraße Ruta 3 über Cotapata vorbei an Coroico nach Santa Bárbara; von dort verläuft die Ruta 3 weiter in nordöstlicher Richtung über Caranavi, Yucumo und San Ignacio de Moxos nach Trinidad am Río Mamoré.
Zwei Kilometer vor Santa Bárbara zweigt eine unbefestigte Landstraße nach links in nordwestlicher Richtung von der Hauptstraße ab und überquert den Río Coroico. Die Straße windet sich dann auf den folgenden sieben Kilometern bis auf eine Höhe von 1400 Meter, schwenkt dann in östlicher Richtung und erreicht nach insgesamt sechzehn Kilometern Mururata.

## Bevölkerung
Die Einwohnerzahl der Ortschaft war in den vergangenen beiden Jahrzehnten deutlichen Schwankungen unterworfen:
| Jahr | Einwohner | Quelle       |
| ---- | --------- | ------------ |
| 1992 | 495       | Volkszählung |
| 2001 | 236       | Volkszählung |
| 2012 | 349       | Volkszählung |
| 2024 |           | Volkszählung |

## Persönlichkeiten
- Bonifacio Pinedo (auch: Marqués de Pinedo, * unbekannt, † 1954 oder 1960), Zeremonialkönig der afro-bolivianischen Gemeinde. Großvater von Julio Pinedo.
- Julio Pinedo (auch: Julio Pinedo y Pinedo), Zeremonialkönig der afro-bolivianischen Minderheit (Don Julio I., * 19. Februar 1942[4], nach anderen Angaben: * 1953).